# Базилика Саккарджиа
Базилика ди Саккарджиа (Церковь Святой Троицы в Саккарджиа, итал. La basilica della Santissima Trinità di Saccargia, сард. Sa Basìlica de Saccàrgia) — церковь в коммуне Кодронджанос, Северная Сардиния, Италия. Это одна из самых важных церквей в романском стиле на острове. Церковь построена из местного камня: базальта и известняка и имеет вид, характерный для тосканского романского стиля.
Церковь строилась на руинах раннего монастыря. Постройка была завершена в 1116 году. Освящена 5 октября. Постройка была заказана Константином I, юдикатом Торреса. Церковь была вверена монахам-камальдулийцам, которые основали тут аббатство (сейчас разрушено). Позднее здание было расширено с пристройкой колокольни в стиле, характерном для пизанской архитектуры. Вероятно, портик на фасаде также является поздним; он приписывается мастерам из Лукки.
Базилика была заброшена в XVI веке, восстановлена и вновь открыта в XX-ом.